# Війна братів
Боротьба Селевка II та Антіоха Гіеракса — збройний конфлікт між представниками правлячої династії держави Селевкідів, який тривав від другої половини 240-х до першої половини 220-х років до н.е.

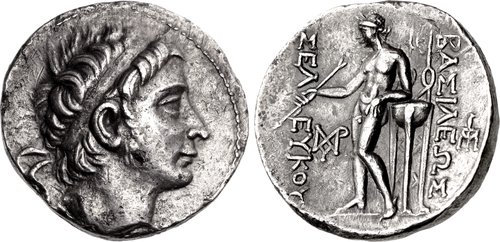
Селевк II

## Причини та початок боротьби
Як повідомляє Юстин, в одній із битв Третьої Сирійської війни (246-241 рр. до н.е.) цар Селевк II зазнав важкої поразки у битві з єгиптянами та лише з кількома супутниками втік до столичної Антіохії (північно-західна Сирія). Звідси він звернувся за підтримкою до свого молодшого брата Антіоха, обіцяючи віддати йому малоазійські володіння до Тавра. Антіох, натомість, вирішив скористатись складним становищем брата та самому стати царем. Як додають інші автори, при цьому він діяв за підтримки своєї матері Лаодіки та дядька по матері Александра, правителя Сард (можливо відзначити, що оскільки Селевк був з Антіохом єдинокровним братом, для нього вони мали той самий ступінь спорідненості). 
Точна дата цього виступу невідома, оскільки хронологія Третьої Сирійської дуже непевна. Євсевій Кесарійський ставить битви між братами перед подіями 242/241 р. до н.е., коли Птолемей III обліг Дамаск, а Селевк вирушив до нього на поміч. При цьому, враховуючи текст Юстина, заколот Антіоха Гіеракса не міг статись раніше ніж Птолемей III завершив свій вавилонський похід та повернувся у Єгипет (перша половина 245 р. до н.е.), а після того ще повинна була відбутись катастрофа флоту Селевка (подія, відмінна від програної ним битви). Що стосується наступного 244 р. до н.е., то з ним дослідники пов'язують якусь перемогу Селевка ІІ у Сирії, оскільки в цей рік ним було засноване місто Каллінікум (сучасна Ракка), назва якого пов’язана із прізвиськом самого царя – Каллінік, тобто «той, хто отримує славетні перемоги». Як наслідок, початок конфлікту братів відносять до 243 р. до н.е.
В той же час, інші історики співвідносять заколот Антіоха Гіеракса із 239 роком до н.е. Така точка зору може знаходити опору в Юстині, за яким Антіох пішов на Селевка вже після того, як Птолемей ІІІ уклав з сирійським царем мир. 

## Перший етап війни братів

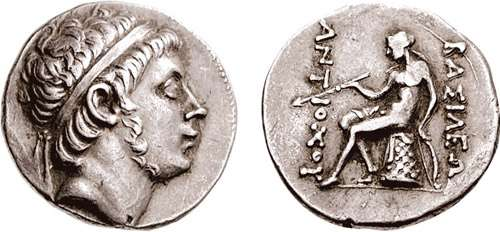
Антіох Гієракс

Як зазначає Євсевій, Селевк прибув до Малої Азії та виграв битву у Лідії, втім, узяти лідійську столицю Сарди він не зміг (у тому ж реченні зазначається, що сирійський цар не міг повернути й відібраний Птолемеєм Ефес, що може свідчити про ще триваючу Третю Сирійську війну).
Юстин нічого не згадує про лідійську битву, а одразу переходить до вирішальної поразки Селевка ІІ у битві з галатами біля Анкари. Про розгром від галатів пишуть Полієн, Плутарх і Афіней. Євсевій також зазначає, що Антіоху в лідійській та ще одній битві допомагали галати, проте далі оповідає про дві поразки Селевка – в одній його перемагає Антіох Гіеракс за допомогою воїнів, посланих Птолемеєм, тоді як в іншій Селевк зазнає повного розгрому (та гине) у битві з варварами царя Мітридата. Таким чином, немає сумнівів щодо вирішальної битви за участі галатів (Юстин навіть зазначає, що після неї вони вирішили обернути зброю проти самого Антіоха, змусивший його відкупатись додатковими грошима). В той же час, немає і певності, чи були її учасниками інші варварські правителі, як от Мітридат ІІ Понтійський (на підставі повідомлення про загибель Селевка в битві з ним це зіткнення можуть намагатися віднести до середини 220-х р. до н.е., коли завершилось правління Селевка ІІ - втім, варто також враховувати, що після побоїща при Анкарі його помилково вважали загиблим).  
Коли відбулась зазначена вище анкірська битва існують різні думки, у відповідності до різного датування самої війни. За однією версією, це сталось у 240/239 р. до н.е., за іншою – в 236 р. до н.е. В будь-якому випадку, вважається, що Селевк замирився зі своїм братом не пізніше 236 р. до н.е.

## Другий етап війни братів
На початку 220-х років до н.е. Антіох Гіеракс зазнав кількох поразок від пергамського царя Аттала I та втратив щонайменше західні райони Малої Азії. В той же час, Селевк ІІ був зайнятий важкою боротьбою з парфянами. Як наслідок, Гіеракс вирішив вторгнутись у володіння брата (біля 228 р. до н.е.). Втім, у наступній війні (подробиці якої нам взагалі невідомі) він зазнав поразки в Месопотамії та втік до свого родича каппадокійського царя. Певний час по тому внаслідок погіршення відносин із володарем Каппадокії Антіоху прийшлось полишити і це пристанище, невдовзі після чого він загинув десь у Фракії.

## Див.також
Третя Сирійська війна
Війна Аттала I з Селевкідами